# Docimodus
Genre
Docimodus est un genre de poissons téléostéens de la famille des Cichlidae. 

## Liste des espèces
Selon FishBase (1 Fev. 2016) et ITIS (1 Fev. 2016) :
- Docimodus evelynae Eccles et Lewis, 1976
- Docimodus johnstoni Boulenger, 1897